# (Is This the Way to) Amarillo
"(Is This the Way to) Amarillo" is een nummer geschreven door Neil Sedaka en Howard Greenfield uit 1971.
Het lied is geschreven door twee Amerikanen met een country-western tekst die gaat over een man die naar Amarillo, Texas, reist om zijn vriendin Marie te vinden. Het nummer zou oorspronkelijk de titel "Is This the Way to Pensacola" krijgen, verwijzend naar Pensacola, Florida, maar Sedaka vond dat Amarillo beter werkte dan Pensacola. Het nummer is gebaseerd op de ritmesectie van het nummer "Hitchin' a Ride" van Vanity Fare.

## Versie van Tony Christie
Het nummer werd in november 1971 uitgebracht in Europa met een bigband-arrangement en gezongen door de Britse zanger Tony Christie. Christie's versie was bij de release een grote hit in Europa en een bescheiden succes in zijn geboorteland Groot-Brittannië, maar werd halverwege de jaren 2000 nog populairder toen het nummer opnieuw werd uitgegeven. Omdat Christie's versie in de VS geen grote impact maakte, bracht Sedaka in 1977 zijn eigen opname van het nummer uit, die ternauwernood de top 40 miste, maar een makkelijke luisterhit was in de VS en Canada.
Het bereikte aanvankelijk nummer 18 op de UK Singles Chart en werd een grotere hit in continentaal Europa. Het werd een nummer 1-hit in Spanje, Oostenrijk, Vlaanderen, West-Duitsland en bereikte daarnaast de top 10 Ierland, Nederland en Zwitserland. Buiten Europa werd het ook een grote hit in Argentinië, Australië en Zuid-Afrika. In de Verenigde Staten werd de Billboard Hot 100 niet behaald.
In 2005 werd het nummer opnieuw uitgebracht in het Verenigd Koninkrijk, ditmaal als duet met de Britse komiek Peter Kay. Deze versie werd eerst gebruikt in de Phoenix Nights van Channel 4 voordat het uitgebracht werd ten behoeve van de liefdadigheidsinstelling Comic Relief. In de videoclip bij deze versie zong Kay het nummer, terwijl hij begeleid wordt door verschillende beroemdheden, waaronder Brian May, Roger Taylor, Shakin' Stevens, Shaun Ryder, Michael Parkinson, Heather Mills, Ronnie Corbett, Mr Blobby, Jimmy Savile, Anne Kirkbride, Sally Lindsay en Tony Christie zelf. Nadat Jimmy Savile in 2012 voor kindermisbruik ontmaskerd was, werd een nieuwe videoclip uitgebracht waarin de cameo van Saville verwijderd was.
De versie van Kay & Christie werd een nummer 1-hit in het VK en ontving ook de dubbel-platina status.

### NPO Radio 2 Top 2000
(Is This the Way to) Amarillo stond alleen in 2000 in de NPO Radio 2 Top 2000, op plek 1651.

## Overige versies
Omdat de versie van Christie in de Verenigde Staten niet succesvol was, nam Neil Sedaka zijn eigen versie van het lied op, onder de titel "Amarillo". Sedaka's versie van "Amarillo" bereikte nummer 44 in de Amerikaanse Billboard Hot 100 en de 54e plek in de Canadese hitlijst. Deze versie kende in Europa geen hitsucces.
De Nederlandse zanger Albert West haalde in 2005 de dertiende plek in de Nederlandse Top 40 met een cover, dankzij een reclame van Bavaria-bier.